# Bibbiena (familia)

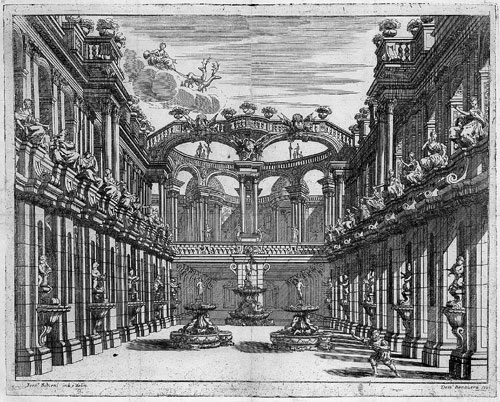
Escenografía Bibiena

Bibbiena, Bibbiena-Galli o Galli da Bibbiena, también con la grafía Bibiena, son los nombres por los cuales eran conocidos los miembros de una familia de artistas italianos, cuyo fundador era originario de la ciudad del mismo nombre, durante los siglos XVII y XVIII. Entre los miembros cubrieron distintas artes: diseño de escenarios de opera y teatro, arquitectura, retrato pictórico, trampantojo y otras afines.
Giovanni Galli fue el primero en adoptar como sobrenombre el de su ciudad, Bibbiena. Fue pintor y asistente del, también pintor, Francesco Albani.
Giuseppe ha sido considerado el miembro más destacado de la familia Galli-Bibbiena.

## Miembros
- Giovanni Maria Galli (1625-1665), fundador de la dinastía;
- Maria Oriana Galli (1656–1749), hija de Giovani, pintora;
- Ferdinando Maria Galli (1657-1743), hijo de Giovanni, arquitecto y diseñador;
- Francesco Galli (1659-1739), hijo de Giovanni, arquitecto;
- Giuseppe Galli (1696-1757), hijo de Ferdinando Maria, diseñador;
- Alessandro Galli (1686-1748), hijo de Ferdinando Maria, arquitecto y pintor;
- Antonio Galli (1700-1774), hijo de Ferdinando Maria, arquitecto;
- Carlo Galli (1728-1787), hijo de Giuseppe, diseñador.